# Paul Johann Anselm von Feuerbach
Paul Johann Anselm von Feuerbach (født 14. november 1775 i Hainichen i nærheden af Jena, død 29. maj 1833 i Frankfurt a. M.) var en tysk retslærd.  Han var far til Joseph Anselm og Ludwig Feuerbach.